# 大通方廣懺悔滅罪莊嚴成佛經
《大通方廣懺悔滅罪莊嚴成佛經》，又名《聖大解脫經》,《大通方廣經》，《方廣滅罪成佛經》，收錄於《大正藏》
。

## 歷史
梁代荊襄本來有瘟疫, 舉行《大通方廣懺悔滅罪莊嚴成佛經》懺後,瘟疫平復, 此經懺就因此开始盛行。
《廣弘明集》記載：此經在梁朝前後，是與《金光明經懺》併列的、非常盛行的懺法之一，當時還有依此經製定的《大通方廣懺》，然而後來由於種種原因，不幸佚失。

在南北朝期間，陳文帝 (560 年 )御製《大通方廣懺文》，也在太極殿設無遮大會並捨身，招集僧眾舉行《法華》、《金光明》、《大通方廣》、《虛空藏》等懺。
隋代有信士為先亡造此經流通回向的習俗。隋文帝開皇十年 (590),有董氏造此經回向亡夫。仁壽三年（603年），有令狐氏為七世父母發願寫經
。
此經在第八世紀以前，流行於日本，這可從《日本靈異記》三則故事得知：卷上的「聾者歸敬《方廣經典》得現報開兩耳緣」，「偷用子物作牛役之示異表緣」與卷下「沙門誦持《方廣大乘》沈海不溺緣」。 。

## 內容
此經宣講了懺悔淨罪的殊勝法門，包括參加修持的人數、天數和占夢的驗相等，還宣講了三乘是一乘、別相三寶、一相三寶、薦拔眾生的方便、無上空義、成就菩薩道的方便、佛的本生故事等。

## 版本
此經在西藏佔領敦煌時，被翻譯成藏文, 收錄於甘珠爾 及各版本的西藏大藏經中

。
1933 年高楠順次郎綴合松本文三郎所藏此經敦煌寫本的上卷、大谷大學所藏此經的中卷、日本知恩院天平三年（731 年）的寫本，並和大英博物館所藏此經斯坦因 S1847 號的下卷對校，重建該經，編入大正新修大藏經第 85 冊 2871號
。
此經有多種版本：
版本一：台灣曾慶忠（法護）獨力以藏文譯本、大正藏重建本(1933 年)、各敦煌殘卷、房山石經（編號8洞0682）相互校勘，《大通方廣滅罪莊嚴成佛經》敦煌寶藏校勘版，又名《大解脫經》，曾慶忠（法護），台灣基隆：大藏文化出版社，2003年初版 </ref>。
版本二：近代由雍和宮的拉西仁勤喇嘛指導,胡繼歐補譯, 重編漢文文本，並出版藏譯本 </ref>。

## 經疏
寬治八年（1094 年）日本僧侶永超撰《東域傳燈目錄》，內有：「《大通方廣經疏》一卷。」之名，內容不詳 。